# Football Club Utrecht 2022-2023
Questa voce raccoglie le informazioni riguardanti il Football Club Utrecht  nelle competizioni ufficiali della stagione 2022-2023.

## Maglie
| Casa | Trasferta | Terza maglia |

## Rosa
In corsivo i calciatori ceduti durante la stagione 
| N. |                        | Ruolo | Calciatore             |
| -- | ---------------------- | ----- | ---------------------- |
| 1  | Grecia (bandiera)      | P     | Vasilios Barkas        |
| 2  | Paesi Bassi (bandiera) | D     | Mark van der Maarel    |
| 3  | Paesi Bassi (bandiera) | D     | Tommy St. Jago         |
| 5  | Paesi Bassi (bandiera) | D     | Hidde ter Avest        |
| 6  | Germania (bandiera)    | C     | Can Bozdoğan           |
| 7  | Paesi Bassi (bandiera) | C     | Daishawn Redan         |
| 7  | Danimarca (bandiera)   | C     | Victor Jensen          |
| 8  | Paesi Bassi (bandiera) | C     | Luuk Brouwers          |
| 9  | Grecia (bandiera)      | A     | Tasos Douvikas         |
| 10 | Paesi Bassi (bandiera) | A     | Henk Veerman           |
| 11 | Germania (bandiera)    | A     | Amin Younes            |
| 14 | Germania (bandiera)    | C     | Ramon Hendriks         |
| 15 | Paesi Bassi (bandiera) | D     | Djevencio van der Kust |
| 16 | Paesi Bassi (bandiera) | P     | Fabian de Keijzer      |
| 17 | Suriname (bandiera)    | D     | Sean Klaiber           |
| 18 | Paesi Bassi (bandiera) | C     | Jens Toornstra         |
| 19 | Francia (bandiera)     | C     | Albert Lottin          |

| N. |                        | Ruolo | Calciatore           |
| -- | ---------------------- | ----- | -------------------- |
| 19 | Belgio (bandiera)      | A     | Anthony Descotte     |
| 20 | Francia (bandiera)     | D     | Arthur Zagré         |
| 20 | Marocco (bandiera)     | C     | Zakaria Labyad       |
| 21 | Paesi Bassi (bandiera) | D     | Django Warmerdam     |
| 22 | Paesi Bassi (bandiera) | C     | Sander van de Streek |
| 23 | Paesi Bassi (bandiera) | C     | Bart Ramselaar       |
| 24 | Paesi Bassi (bandiera) | D     | Nick Viergever       |
| 25 | Paesi Bassi (bandiera) | D     | Ruben Kluivert       |
| 26 | Belgio (bandiera)      | A     | Othman Boussaid      |
| 27 | Francia (bandiera)     | D     | Modibo Sagnan        |
| 28 | Paesi Bassi (bandiera) | A     | Bas Dost             |
| 29 | Francia (bandiera)     | C     | Moussa Sylla         |
| 30 | Giappone (bandiera)    | C     | Naoki Maeda          |
| 31 | Paesi Bassi (bandiera) | P     | Thijmen Nijhuis      |
| 32 | Paesi Bassi (bandiera) | P     | Calvin Raatsie       |
| 33 | Paesi Bassi (bandiera) | D     | Mike van der Hoorn   |
| 38 | Estonia (bandiera)     | C     | Rocco Shein          |

## Calciomercato

### Sessione estiva(dal 01/07 al 01/09)
| Acquisti         | Acquisti           | Acquisti          | Acquisti                |
| R.               | Nome               | da                | Modalità                |
| ---------------- | ------------------ | ----------------- | ----------------------- |
| C                | Luuk Brouwers      | Go Ahead Eagles   | definitivo (750 mila €) |
| D                | Can Bozdoğan       | Schalke 04        | prestito (500 mila €)   |
| D                | Mike van der Hoorn | Arminia Bielefeld | definitivo (150 mila €) |
| D                | Sean Klaiber       | Ajax              | gratuito                |
| A                | Bas Dost           | Club Bruges       | gratuito                |
| C                | Jens Toornstra     | Feyenoord         | gratuito                |
| C                | Taylor Booth       | Bayern Monaco II  | gratuito                |
| D                | Nick Viergever     | Greuther Fürth    | gratuito                |
| C                | Modibo Sagnan      | Real Sociedad     | prestito                |
| A                | Amin Younes        | Al-Ettifaq        | prestito                |
| P                | Vasilios Barkas    | Celtic            | prestito                |
| A                | Daishawn Redan     | Hertha Berlino    | prestito                |
| D                | Ramon Hendriks     | Feyenoord         | prestito                |
| Altre operazioni |                    |                   |                         |
| R.               | Nome               | da                | Modalità                |
| P                | Calvin Raatsie     | Ajax              | gratuito                |
| C                | Rocco Robert Shein | Flora Tallinn     | n.d.                    |
| P                | Maarten Paes       | FC Dallas         | fine prestito           |
| D                | Emil Bergström     | Willem II         | fine prestito           |
| D                | Benaissa Benamar   | Volendam          | fine prestito           |
| D                | Davy van den Berg  | Roda JC           | fine prestito           |

| Cessioni         | Cessioni           | Cessioni          | Cessioni                   |
| R.               | Nome               | a                 | Modalità                   |
| ---------------- | ------------------ | ----------------- | -------------------------- |
| D                | Quinten Timber     | Feyenoord         | definitivo (7,4 milioni €) |
| C                | Adam Maher         | Damac             | definitivo (1,8 milioni €) |
| P                | Maarten Paes       | FC Dallas         | definitivo (1 milione €)   |
| C                | Simon Gustafson    | Häcken            | gratuito                   |
| D                | Joris van Overeem  | Maccabi Tel Aviv  | gratuito                   |
| P                | Eric Oelschlägel   | Emmen             | gratuito                   |
| A                | Benaissa Benamar   | Volendam          | n.d.                       |
| D                | Sylian Mokono      | Heracles Almelo   | n.d.                       |
| A                | Remco Balk         | Cambuur           | prestito                   |
| Altre operazioni |                    |                   |                            |
| R.               | Nome               | da                | Modalità                   |
| D                | Emil Bergström     |                   | svincolato                 |
| C                | Urby Emanuelson    |                   | svincolato                 |
| D                | Willem Janssen     |                   | ritiro                     |
| A                | Pontus Almqvist    | Rostov            | fine prestito              |
| A                | Mike van der Hoorn | Arminia Bielefeld | fine prestito              |

### Sessione invernale(dal 01/01 al 31/01)
| Acquisti | Acquisti         | Acquisti  | Acquisti   |
| R.       | Nome             | da        | Modalità   |
| -------- | ---------------- | --------- | ---------- |
| C        | Victor Jensen    | Ajax      | n.d.       |
| A        | Anthony Descotte | Charleroi | prestito   |
| C        | Zakaria Labyad   |           | svincolato |

| Cessioni | Cessioni               | Cessioni       | Cessioni      |
| R.       | Nome                   | a              | Modalità      |
| -------- | ---------------------- | -------------- | ------------- |
| A        | Moussa Sylla           | Caen           | gratuito      |
| A        | Mimoun Mahi            | Cambuur        | prestito      |
| D        | Djevencio van der Kust | Houston Dynamo | prestito      |
| A        | Daishawn Redan         | Hertha Berlino | fine prestito |
| D        | Arthur Zagré           | Monaco         | fine prestito |